# Millie i Christine McKoy
Millie i Christine McKoy (Comtat de Columbus, Carolina del Nord, 11 de juliol de 1851 - Comtat de Columbus, 8 d'octubre de 1912) eren dues germanes siameses estatunidenques que es feren famoses produint-se en diversos espectacles sota el nom de "Rossinyol de dos caps" (en anglès: The Two-Headed Nightingale) o "La vuitena meravella del món" (The Eighth Wonder of the World).

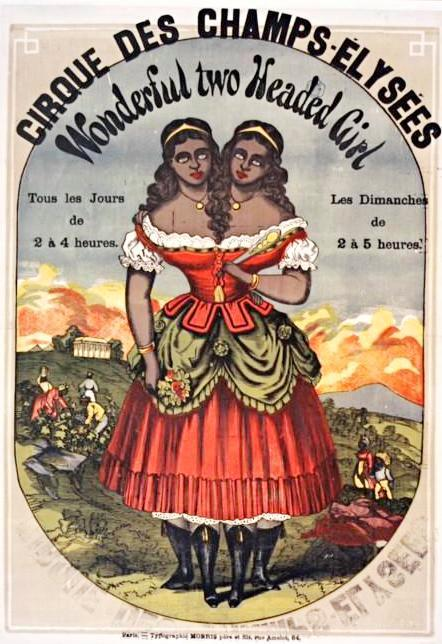
Cartell d'una representació de Millie-Christine a París

Millie i Christine van nàixer el 1851, filles de Monemia i Jacob, uns esclaus que pertanyien a Jabez McKay, un ferrer del país. Abans la naixença de totes dues bessones, la seva mare havia tingut set altres fills sense cap problema físic. Es considerà generalment que es tractava només d'una persona i fins i tot les mateixes bessones preferien el nom Millie-Christine i no cada nom separadament. Uns deu mesos després de nàixer les siameses, el ferrer les vengué a un firaire per 1.000 dòlars. Després de diverses vendes acabaren a les mans d'un altre firaire que es deia Joseph Pearson Smith.
Durant un espectacle les bessones foren segrestades per un rival de Smith que se les endugué a Gran Bretanya. Amb tot el seu pla va fracassar, ja que Joseph Smith va viatjar aleshores a Anglaterra per a recuperar Millie i Christine, i portà amb ell la mare dels infants. Després de guanyar el pleit contra el segrestador, Smith es feu càrrec de la mare i les filles i tornaren tots junts a Wadesboro, a la Carolina del Nord.
Amb la seva dona s'ocupà de l'educació de les noies i així a més d'aprendre cinc llengües, els van ensenyar a ballar, a tocar música, i sobretot a cantar per a millorar els espectacles. A partir d'aquell moment Millie i Christine conegueren una carrera reeixida sota el nom de "rossinyol de dos caps" i tornaren el 1871 a Anglaterra on feren una prestació davant la reina Victòria. Durant la dècada dels 1880, treballaren uns quants anys amb el Circ Barnum abans de retirar-se a la granja que havia comprat son pare al comtat de Columbus.
El 1869, una biografia de les bessones, que es deia History and Medical Description of the Two-Headed Girl, es venia durant els seus espectacles públics.
Millie, que patia de tuberculosi d'ençà el 1911, va morir el 8 d'octubre de 1912 i Christine va sucumbir unes quantes hores després.